# 武興郡 (江蘇)
武興郡，中国十六国南北朝时设置的郡。
后赵赵王六年（324年），后赵夺得兰陵郡，改置武興郡，治所在承县（今山东省枣庄市峄城区东南）。下辖承县、昌虑县、合乡县、兰陵县、戚县。属徐州。据说因为有谶语说“灭石者陵”，当时石闵改封兰陵公，石虎把兰陵改为武興郡。后来石闵为武興公。后赵灭亡，东晋恢复兰陵郡的称号。